# Afton-Posten (1815)
Afton-Posten var en kortlivad dagstidning utgiven i Stockholm från den 16 januari 1815 till 10 maj 1815.
Tidningen gavs ut tre dagar i veckan, under måndag, onsdag och fredag. Den hade fyra sidor, i kvartoformat, i storleken 17-15,5 x 12,6 cm. Priset för tidningen var 24 skilling för varje avdelning, som omfattande 25 nummer, men blott två sådana avdelningar kom ut. Utgivare var justitiarien Anders Bergstedt, som erhöll utgivningsbeviset den 21 december 1814. Samma dag gavs ett prospectus för tidningen ut. Tidningen trycktes med frakturstil i Marquardska tryckeriet i Stockholm.